# Calle de Valencia (Sagunto)
La calle de Valencia es una vía pública de la ciudad española de Sagunto.

## Descripción
La vía discurre desde la plaza de Blasco Ibáñez hasta la calle de la Paz. Recuerda con el título a la ciudad de Valencia, capital de la provincia en la que se sitúa Sagunto. Aparece descrita en el Nomenclator de las calles, plazas y puertas antiguas y modernas de la ciudad de Sagunto (1901) de Antonio Chabret y Fraga con las siguientes palabras:

Valencia (calle de). Empieza en la calle Real y concluye en la salida de la población por el Sur. En 1745, con motivo de la recomposición de la carretera de Valencia, se practicó desmonte frente á las casas núms. 53 y 55, y se encontraron jaspes de hermosísimos colores, y restos de construcciones, con un notable mosaico que representaba á Baco montado sobre una pantera.
(Chabret y Fraga, 1901, p. 91)